# سانست رايدرز (لعبة فيديو)
ساسنت رايدرز (بالإنجليزية:Sunset Riders) (باليابانية:サンセットライダーズ)، هي لعبة آركيد من نوع إطلاق النار، أنتجت شركة كونامي سنة 1992، وتم حصول شركة سيجا على اللعبة عام 1992، وقصة ساسنت رايدرز هي من قصة رعاة البقر (COWBOY)، وشخصيات اللعبة يتكون من بطلين هما: بيلي "BILLY" وهو راعي البقر ويحمل المسدس، والآخر يدعى كارمانو المكسيكي "Carmano" وهو يحمل البندقية القديمة، وكان هدف اللعبة هو القضاء على أخطر المطلوبين من العصابات كزعيم الكاوبوي وقائد الهنود الحمر والمكسيكي والوسيم.

## المطلوبين
أبرز المطلوبين «حيا أو ميتاً» في هذه اللعبة وهم 4 من العصابات «حسب الإصدار من شركة سيجا» وهم:
- سايمن جريدويل (SIMON GREEDWELL)، المكأفاة 10.000 دولار.
- هاوكي هانك هاتفيلد (HAWKEYE HANK HATFIELD)، المكافأة 20.000 دولار.
- الحصان المظلم (DARK HORSE)، لقب لزعيم العصابة وقائد الهنود الحمر، المكافأة 30.000 دولار.
- السير. ريتشارد روس (SIR RICHARD ROSE)، السير البريطاني وزعيم العصابة وهو يحمل الورد، المكافأة 100.000 دولار.

بينما تتنوع العصابات في هذه اللعبة لجهاز سوبر نينتندو.

## وصلات خارجية
- Sunset Riders 4 & Sunset Fingers 4 for SNES على موقع IMDb (الإنجليزية)

- سانست رايدرز (لعبة فيديو) على موقع القائمة القاتلة لألعاب الفيديو
- Sunset Riders Mega Drive/Genesis version information